# Alfaqui
Alfaqui (em árabe, فقيه [faqīh]) é um especialista na fiqh, a ciência do direito islâmico. 
Fiqh significa literalmente "entendimento" e, no seu sentido islâmico, “jurisprudência”, pois a compreensão do Corão e da Suna servia para determinar as decisões legais.
Um alfaqui é um experto numa das escolas tradicionais do fiqh, (chamadas madhab). No Islão sunita, existem as escolas hanafita, hambalita, maliquista e xafeísta. O alfaqui é um mestre na metodologia (usul) usada por uma ou mais destas escolas, e é capaz de aplicá-la para chegar às decisões tradicionais da sua respectiva escola.